# Anáhitá

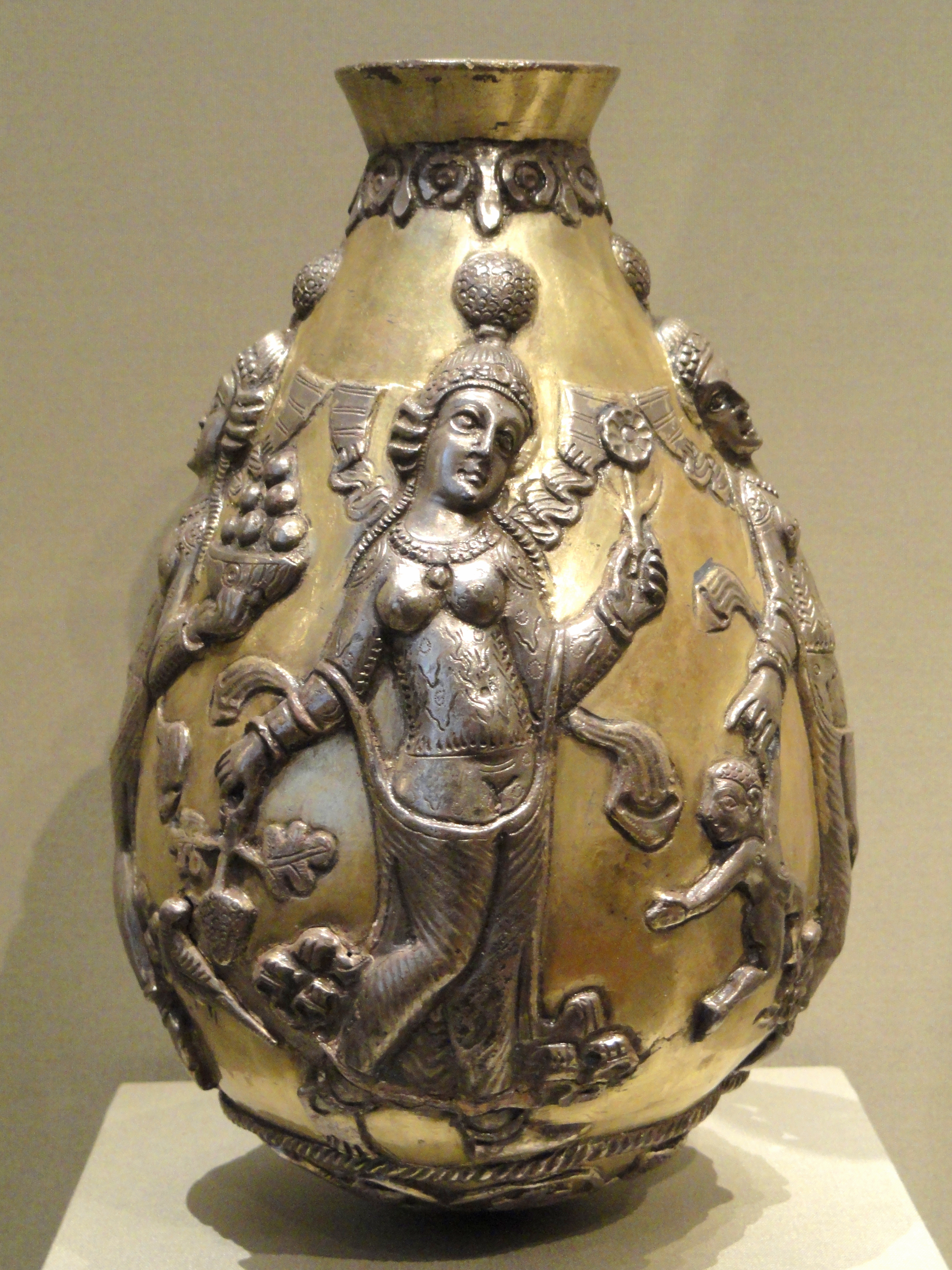
Anáhitá s květinou a vinným hroznem jako střední ze tří bohyň na sásánovské nádobě na vodu, zlacené stříbro, Persie, 300–500 n. l.

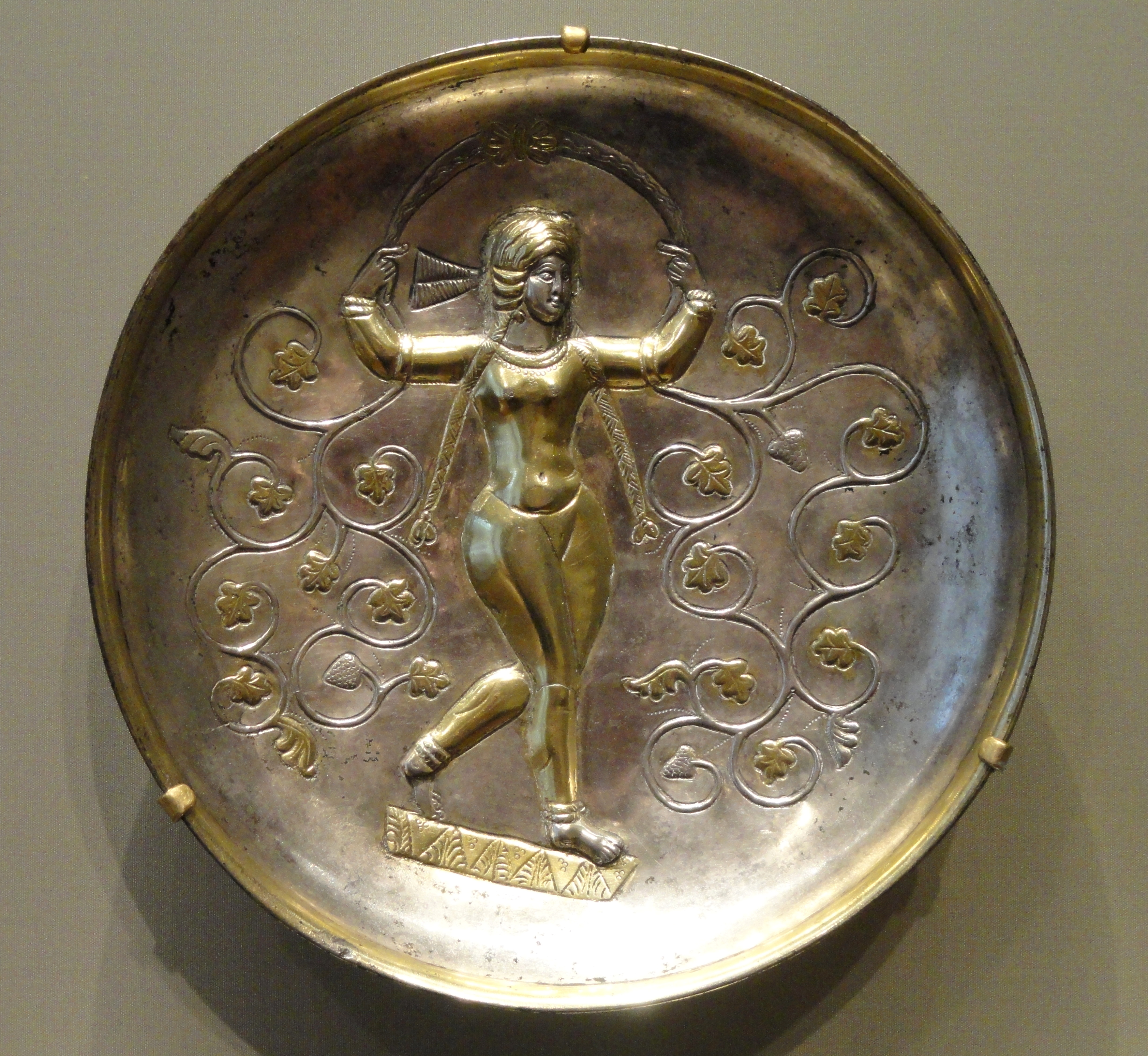
Tančící Anáhitá na sásánovské misce, zlacené stříbro, Persie, 400–600 n. l.

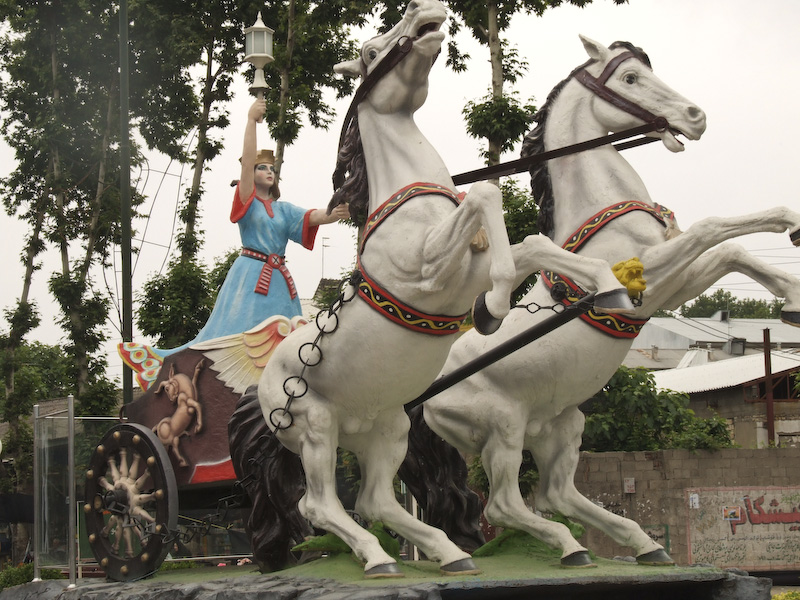
Moderní socha Anáhity v íránském Fumanu

Anáhitá, plným jménem Ardví Súrá Anáhitá, je zarathuštrická a perská bohyně a jazata s širokým okruhem působnosti zahrnujícím především plodnost, vodu, zemi a válku. Pravděpodobně je synkretickým božstvem spojujícím dvě blízce příbuzné bohyně známé pouze pod rekonstruovaný jmény. První z těchto postav je východoíránská *Harahvatí, personifikace nebeské řeky příbuzná védské Sarasvatí, která byla přejata do zarathuštrické mytologie pod avestánským jménem Ardví Súrá Anáhitá. Druhou je západoíránská *Anáhiti která byla bohyní Peršanů jejíž obraz byl ovlivněn babylónskou Ištar, bohyní lásky a války.
O Anáhitě referuje také mnoho řeckých a římských pramenů, ačkoliv jejich autoři se neshodli, s kterou jejich domácí bohyní ji mají ztotožnit. Nejčastěji byla srovnávána s Artemidou, ale kromě ní také s Athénou a Afroditou. Hérodotos ji nazval Afroditou Uranií a srovnával ji s asyrskou Mylittou a arabskou Al-Lát.
Avestánské Ardví Súrá Anáhitá je tradičně vykládáno jako „Vlhká, silná, neposkvrněná“. Slova súrá a anáhitá jsou běžná avestánská adjektiva ve významu „silná, mocná“ a „nepošpiněná, neposkvrněná“, ardví je slovem jinak neznámým, ale pravděpodobně s významem „vlhká, mokrá“. Rekonstruované staroperské *Anáhiti „Čistá, Neposkvrněná“ se ozývá ve starořeckém Anaïtis a středoperském a novoperském Anáhíd nebo Náhíd.

## Historie

### Zarathuštrismus
Zarathuštrické Ardví súrá Anáhitě nejspíše předcházela bohyně, jejíž jméno je rekonstruováno jako *Harahvatí, jež odpovídá jménu védské bohyně Sarasvatí. Obě bohyně jsou personifikací nebeské řeky a obecně Vod a rekonstruované jméno se odráží v avestánském Harachvaití a řeckém Arachósie, což je oblast bohatá na řeky v okolí Kandaháru, v dnešním jižním Afghánistánu. Jako posvátná řeka proudí z mytické hory Hará do taktéž mytického jezera Vourukaša – zdroje všech světových vod.
Zarathuštrické Ardví Súrá Anáhitě je věnován Ábán Jašt, pátý z jaštů – oslavných hymnů mladší Avesty. Přestože podle názvu je věnován Ábán – božským Vodám, ve skutečnosti se obrací právě na Anáhitu. Je třetí nejdelší z jaštů, obsahuje sto třicet jedna veršů různého stáří, některé pravděpodobně vychází z před-zarathuštrického chápání této bohyně jako život dávající řeky, jiné zas odráží ortodoxní učení, podle kterého je stvořena Ahura Mazdou a pomáhá v boji proti zlu. Jiné verše nejspíše vznikly až po identifikaci bohyně s perskou *Anāhiti. Další – opět ortodoxní, se zdají být ještě novějším přídavkem a Anáhitá v nich přebírá rysy jiných zarathuštrických božstev. V jedněch splývá s Aši, jazatou štěstěny, ale také lze nalézt pasáže původně nejspíše věnované Apam Napátovi, jehož roli snad převzala. V současném zarathuštrismu není Ábán Jašt nikdy recitován před ohněm či v ohňovém chrámu, ale vždy na dohled vodě. V hymnu je popisována jako krásná urostlá dívka oděná do bobřích kůží jedoucí na voze taženém čtyřmi koňmi: Větrem, Deštěm, Oblaky a Plískanicí.  Zajišťuje plodnost, očišťuje semeno mužů a lůna žen, dává krávám jejich mléko a zajišťuje plodnost polí a stád. Byla však také vzývána kněžími a jejich žáky jako dárkyně moudrosti, a válečníky jako dárkyně vozů, zbraní, zboží a vítězství nad nepřáteli. Až z doby Perské říše nejspíše pocházejí verše Anáhitu popisující jako vznešenou dámu ve zlatém plášti, se  zlatými šperky a korunou. Je pravděpodobné že jejich autor popisoval jednu ze soch bohyně z doby Artaxerxe II., tedy z 4. století př. n. l.

### Perská říše
K odlišnému vývoji došlo u Peršanů, kteří uctívali bohyni *Anáhiti. Ta byla nejspíše pod vlivem Elamitů připodobněna k babylónské Ištar, bohyni lásky a války ztotožňované s planetou Venuší. Po vzoru Ištar titulované sumerským nim či akkadským ereš, oboje ve významu „paní, královna, vládkyně, držitelka“ byla označována perským bānū „paní“. Význam této bohyně přetrval i poté, co Peršané přijali zarathuštrismus. Achaimenovští králové Perské říše byli totiž silně svázáni s kultem *Anáhiti, především jejím válečným aspektem. Artaxerxés II. (404 – 359 př. n. l.) byl do úřadu uveden v jejím chrámu v Pasargadách, v oficiálních písemnostech uváděl Anáhitu hned za Ahura Mazdou a Mithrou, nechal vystavět celou řadu jejích soch v celé říši a za jeho vlády se její kult nejspíše počal šířit do Malé Asie a Sýrie.
Takový stav však byl výsledkem synkreze původní perské *Anáhiti a Ardví Súrá Anáhity. Pro ortodoxní zarathuštrismus zůstával její kult nejspíše stále problematický. Anáhitě není zasvěcen žádný den v zarathuštrickém kalendáři a nebyla ctěna v ohňových chrámech. Kromě toho v některých středoperských textech, které však mohou odrážet velmi starou tradici, byly obě bohyně nadále rozlišovány a Ardwísúr je označována za nebeskou řeku, zatímco Anáhíd za bohyni plodnosti a planetu Venuši. Zarathuštristé také odmítali důraz na sochy v kultu této bohyně a zdá se že spíše podporovali její přírodní svatyně v blízkosti jezer či pramenů. Po dobytí Perské říše Alexandrem Velikým však počal být její kult helénizován a užívání kultovních obrazů ještě podpořeno.
Sasánovci, od 3. století vládnoucí v Perské říši, byli pravděpodobně dědičnými strážci Anáhitina chrámu ve Stachru. Jméno manželky Šápúra I. Ádur-Anáhíd znamená „Oheň Anáhity“ a napovídá, že s mizejícím helénistickým vlivem byla socha bohyně v chrámu nahrazena posvátným ohněm. Přestože dobový zarathuštrismus kladl důraz na kult Ahura Mazdy a Ameša Spentů, zůstala Anáhitá ochranným božstvem králů a měla významné místo v neoficiálním kultu.

### Pozdější zarathuštrismus
Po dobytí Sasánovské Persie Araby a nástupu islámu mezi zarathuštristy význam Anáhity dále upadal, zůstala spojena především s kultem vod jako Paní Ardwísúr či Ardwísúr Paní vod. Velká část místních jmen v Íránu, především v horách a v blízkosti pramenů, obsahujících výrazy doktar „panna“ nebo bíbí „paní“ nejspíše souvisí s jejím kultem. V íránské provincii Jazd, kde se zachoval zarathuštrismus i po nástupu islámu leží svatyně Bánú Párs „Paní Persie“, původně Anáhity, a Áb-Náhid je oblíbeným ženským jménem.

### Islám
Anáhitá se objevuje i v islámské tradici. Podle Koránu se do Anahíd či Zóhry „Venuše“ zamilovali andělé Hárut a Márút. Tito andělé jsou podle Jaana Puhvela odvozeni od zarathuštrikých Ameša Spentů Hauraváta a Amereráta, kteří jsou zas analogií védských blíženeckých božstev zvaných Ašvinové. Anahíd nabídla andělům svou lásku pokud se budou klanět modlám, usmrtí jejího muže a budou pít víno, především se však od nich dozvěděla slovo které jim umožňuje vystoupat na nebesa a sama jej využila a poté ji Bůh proměnil v hvězdu, zatímco anděly potrestal.
V kultu Anáhity má nejspíše počátek také horská svatyně s pramenem, v blízkosti íránského města Ray, zasvěcená Bíbí Šahrbánú, manželce Husajna ibn Alího. Původně bylo to místo nejspíše zasvěceno právě Anáhitě jako Šáhrbánú „Paní Země“.

## Hypotézy
Jaan Puhvel ztotožňuje Anáhitu s Ameša Spentou jménem Spenta Ármati „Správné myšlení“. Na základě jejího jména jako „mocná, silná, neposkvrněná“ ji vykládá jako transfunkcionální bohyni zahrnující všechny tři indoevropské funkce. Za formu Anáhity jakožto bohyně země Jaan Puhvel vykládá „moji vlast Kommagéné, která všechny živí“ jejíž socha stojí na pohřební mohyle kommagénského krále Antiocha na turecké hoře Nemrut.
Podle Mary Boyce obsahovala v zarathuštrismu kanonická trojice nejvyšších božstev Ahura Mazdu, Mithru a Apam Napáta, kteří byli všichni titulováni jako ahurové. Apam Napát „Potomek vod“ však byl zastíněn v achaimenovské Persii právě Anáhitou, která díky své oblíbenosti a taktéž vztahu k vodě, převzala jeho místo v původní trojici.

## Archeologie
V září roku 2005 nalezl archeolog nedaleko Prahy sošku která byla identifikována jako Anáhitá, nález byl interpretován jako významný doklad dálkových kulturních a obchodních styků na severní hranici Římské říše v době stěhování národů. Další výzkum však dokázal, že artefakt pochází až z 19. či 20. století.